# Luis de Madrazo

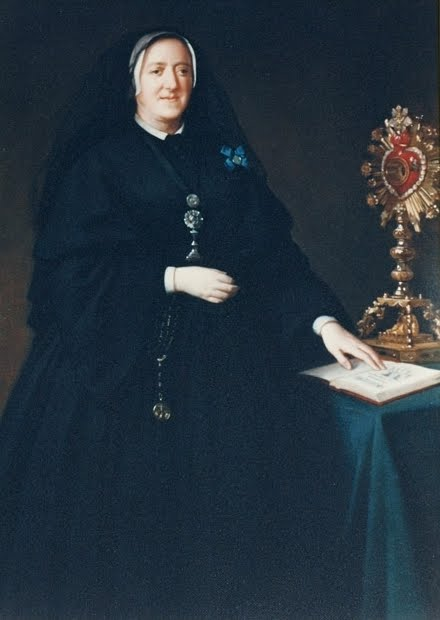
Santa Maria Micaela del Santíssimo Sacramento - 1865 Luis de Madrazo.

Luis de Madrazo y Kuntz (Madrid, 27 febbraio 1825 – Madrid, 9 febbraio 1897) è stato un pittore spagnolo,  esponente della seconda generazione di una famiglia di pittori figurativi tra i più rappresentativi del XIX secolo. Si distinse nei temi storici e religiosi oltre che nei ritratti aderendo ai canonici estetici dei Nazareni.

## Biografia

### Famiglia
Era figlio d'arte in quanto il padre era il famoso pittore neoclassico José de Madrazo (1781–1859), da cui ricevette la prima impostazione artistica così come i suoi fratelli Federico e Pedro anch'essi affermati pittori, mentre la madre Isabel Kuntz Valentini era figlia del pittore tedesco Tadeusz Kuntz (1733-1793).

### Formazione
Dopo aver frequentato la Real Academia de Bellas Artes de San Fernando e aver collaborato come illustratore nel periodico madrileno "El Semanario Pintoresco"  vince una borsa di studio per perfezionare la sua formazione artistica a Roma dove frequenta la Accademia di San Luca insieme ai compatrioti Francisco Sainz Pinto e Bernardino Montagnes Perez e successivamente l'Accademia di Francia a Villa Medici.
Nella Città Eterna aderisce alla corrente dei Nazareni fondata dal pittore Friedrich Overbeck i cui canoni estetici ispireranno poi sempre la sua produzione artistica.

## Carriera
Terminati gli studi viaggia per tutta l'Europa non rinunciando mai a partecipare alle esposizioni sia nazionali  che internazionali, fin quando sul finire dell'800, dopo una tappa a Pompei, ritorna in patria dove grazie alle conoscenze del padre e dei fratelli viene ben introdotto nei circoli artistici della capitale spagnola tanto da essere nominato Direttore della Scuola di pittura, scultura e incisione di Madrid ottenendo anche alte onorificenze.
In quest'ultimo periodo della sua carriera artistica dipinge prevalentemente ritratti ufficiali e per la nobiltà.
Muore a Madrid il 9 febbraio 1897.

## Opere
Nel Museo del Prado:
- Sepoltura di Santa Cecilia nelle catacombe di Roma (1852)
- Ritratto della signora Creus (1870)
- Ritratto di Francisco Sáinz (1848)
- Il pittore Vicente Palmaroli (1866-1867)
- Federico Kuntz Amar
- Ritratto di Doña Carmela García (1863)
- Ritratto di Lady (1897)
- Isabella II
- Primo Miracolo di Santa Teresa
- Isabella la Cattolica
- Don Pelayo a Covadonga (1855)
- Busto di ragazza
- Sepoltura di Santa Cecilia